# Cestrum domingense
Cestrum domingense là loài thực vật có hoa trong họ Cà. Loài này được O.E.Schulz mô tả khoa học đầu tiên năm 1908.